# Trigorți, Dobrici
Trigorți (în bulgară Тригорци, în română Geaferli-Iuciorman) este un sat în comuna Balcik, regiunea Dobrici, Dobrogea de Sud, Bulgaria. 
Între anii 1913-1940 a făcut parte din plasa Balcic a județului Caliacra, România.

## Demografie
Componența etnică a satului Trigorți
     Bulgari (17,72%)
     Romi (77,84%)
     Nicio identificare (4,43%)
     Altele (0%)
La recensământul din 2011, populația satului Trigorți era de 158 locuitori. Din punct de vedere etnic, majoritatea locuitorilor (77,84%) erau romi, cu o minoritate de bulgari (17,72%). Pentru 4,43% din locuitori nu este cunoscută apartenența etnică.